# Quintorganum
Quintorganum ist eine sehr frühe Form der Mehrstimmigkeit in der gregorianischen Musik aus etwa dem 9. Jahrhundert n. Chr. Die Hauptmelodie wurde von der sog. Prinzipal-Stimme
gesungen. Dazu wurde die gleiche Melodie exakt eine Quinte tiefer von einer
weiteren Stimme (vox organalis) gesungen.
Im Unterschied zum Quartorganum wurde der Quintabstand bei dieser Musikform streng eingehalten.
Siehe auch: Organum